# Luigi Bevilacqua (patriarca)
Luigi Bevilacqua, anche noto come Aloisio (in latino Aloysius; Ferrara, 1616 – Roma, 21 aprile 1680) è stato un patriarca cattolico, diplomatico e funzionario italiano al servizio della Santa Sede.

## Biografia
Nacque nel 1616 a Ferrara da Francesco e da Virginia Turchi, e si laureò in utroque iure nella sua città natale. Trasferitosi a Roma fu ordinato diacono nel 1635, succedendo poi a Paolo Sacrati come arcidiacono della cattedrale di Ferrara.
Grazie alla protezione del cardinale Francesco Barberini ottenne diversi incarichi, referendario delle due segnature e come governatore pontificio in diverse città, tra cui Roma dal 4 marzo 1671.
Nel 1652 fu nominato uditore della Sacra Rota, in un posto che fino dal 1597 era riservato a un cittadino ferrarese.
Ebbe in commenda l'abbazia di San Girolamo a Ferrara, donata poi ai carmelitani scalzi.
Fu nominato patriarca titolare di Alessandria dei Latini da papa Clemente X il 30 settembre 1675, ed inviato dalla Santa Sede come nunzio straordinario presso Vienna per partecipare ai colloqui del Trattato di Nimega e mediare tra sovrani cattolici e protestanti.
Il 31 ottobre 1676 ebbe l'incarico di dissuadere le nozze tra Leopoldo I e la principessa protestante Ulrica Eleonora di Danimarca.
Nel viaggio di rientro verso Roma fu a contatto con la peste, che lo debilitò probabilmente fino alla morte, giunta il 21 aprile 1680.

## Genealogia episcopale
La genealogia episcopale è:
- Cardinale Guillaume d'Estouteville, O.S.B.Clun.
- Papa Sisto IV
- Papa Giulio II
- Cardinale Raffaele Sansone Riario
- Papa Leone X
- Papa Paolo III
- Cardinale Francesco Pisani
- Cardinale Alfonso Gesualdo di Conza
- Papa Clemente VIII
- Cardinale Pietro Aldobrandini
- Cardinale Laudivio Zacchia
- Papa Innocenzo X
- Cardinale Francesco Peretti di Montalto
- Cardinale Federico Borromeo
- Cardinale Mario Alberizzi
- Patriarca Aloisio Bevilacqua